# Brooklyn Boogie
Brooklyn Boogie (ang. Blue in the Face) – amerykański film komediowy z roku 1995.

## Treść
Film ten jest zbiorowym portretem dzielnicy miasta i jej mieszkańców.

## Obsada
- Harvey Keitel jako Auggie Wren
- Lou Reed jako mężczyzna w dziwnych okularach
- Michael J. Fox jako Pete Maloney
- Roseanne Barr jako Dot
- Mel Gorham jako Violetta
- Jim Jarmusch jako Bob
- Madonna jako śpiewający telegram